# Valentin Pfeifer (Heimatforscher)

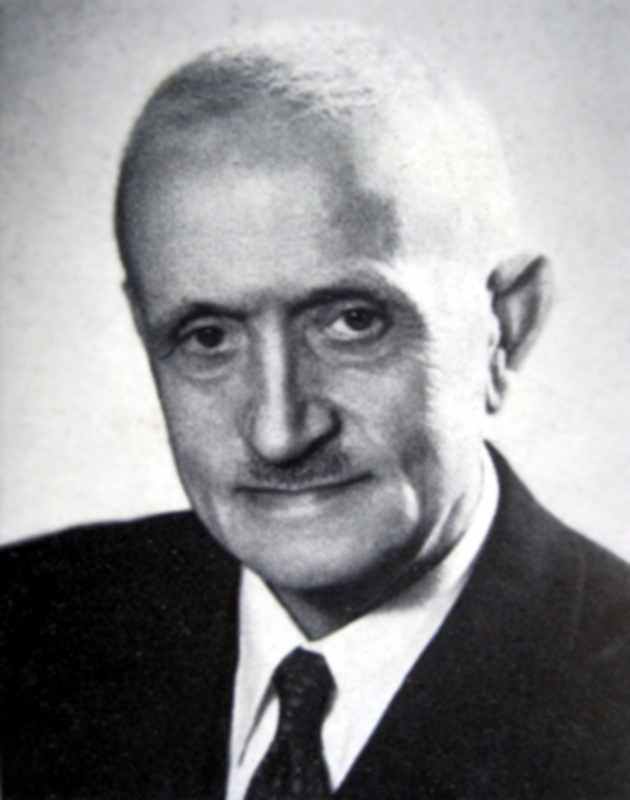
Valentin Pfeifer, um 1950

Valentin Pfeifer (* 24. Juni 1886 in Sommerau (Eschau); † 20. Juni 1964 in Aschaffenburg) war ein deutscher Lehrer, Volkskundler und Heimatschriftsteller. Er erforschte das Brauchtum und sammelte Märchen und Sagen aus dem Spessart.

## Leben und Wirken
Valentin Eugen Pfeifer wurde als jüngstes von sieben Kindern des Landwirts Theodor Valentin Pfeifer (1850–1917) und dessen Ehefrau Eva Maria, geborene Pfeifer (1851–1920) in Sommerau im Spessart geboren. Sein Bruder Heinrich Pfeifer (1885–1950) übernahm den im Dorf Sommerau nach dem Vater benannten elterliche Bauernhof, das Thedors-Haus.
Pfeifer besuchte nach der Volksschule in Sommerau die Präparandenschule in Lohr am Main, dann das Lehrerseminar in Würzburg. 1904 kam er, mit 18 Jahren, als Junglehrer nach Faulbach und Michelbach, danach unterrichtete er in Rück und Waldaschaff. Den größten Teil seines Lebens verbrachte er in Aschaffenburg, wo er ab 1909 viele Jahre als Lehrer in der Luitpoldschule und ab 1942 als Rektor der Volksschule in Aschaffenburg-Damm wirkte.
Neben seiner Schultätigkeit sammelte Pfeifer überlieferte Märchen und Sagen aus dem Spessart, die er neu formuliert veröffentlichte. Seine bekannteste Sammlung Spessart-Sagen erreichte zwischen 1948 und 2007 siebzehn Auflagen. Um 1920 griff er bei den Spessarter Märchen vor allem auf die Erinnerung seiner Mutter zurück, die jedoch oft Parallelen zu der Sammlung der Brüder Grimm enthielt und daher nicht veröffentlicht wurden. Weitere Quelle waren die erinnerten Erzählungen seines ebenfalls in Sommerau lebenden Großvaters. Noch in den 1950er Jahren machte Pfeifer im Elsavatal eine Bäuerin ausfindig, die ihm „[…] über 150 Märchen, Sagen, Schwänke und andere Volksgeschichten mitteilen konnte.“
In seinem Büchlein Spessartvolk berichtete er nicht nur über die Gebräuche und Sitten im Spessart, auch der Aberglaube, der in der Volksmedizin sehr verbreitet war, fand hier seinen Platz. Er lieferte viele Beiträge im Rundfunk, in der Tagespresse und in der Monatszeitschrift Spessart.
Valentin Pfeifer war seit 1910 verheiratet mit Laura Pfeifer, geborene Schwarz (1886–1966), der Tochter des Hauptlehrers Josef Schwarz (1858–1941) und dessen Ehefrau Berta, geborene Bernard (1858–1915) aus Rück im Spessart. Aus der Ehe gingen zwei Kinder, Helma (1911–1968) und Bruno (1928–2013), hervor.
Nachdem Valentin Pfeifers Haus in Aschaffenburg, Hanauer Str. 14, im Zweiten Weltkrieg bei einem Fliegerangriff im Oktober 1944 zerstört wurde, lebte das Ehepaar Pfeifer vom 25. Oktober 1944 bis 16. Juni 1951 in Sommerau, danach wieder in Aschaffenburg.
Valentin Pfeifer und seine Frau Laura sind auf dem Waldfriedhof in Aschaffenburg in einem städtischen Ehrengrab bestattet (Gräberfeld C-10).

## Mitgliedschaften
Im Dezember 1919 war Valentin Pfeifer Mitbegründer des Turnverein Sommerau. 1933–1945 war er Mitglied des NS-Lehrerbunds, 1933/35–1945 Mitglied der NSDAP (Mitgliedsnummer 3.560.723, Mitgliedsbuch Juli 1936), 1934–1945 der NS-Volkswohlfahrt und des Reichsluftschutzbundes, 1934–1938/45 der Reichsschrifttumskammer, 1935– 1945 Mitglied im Volksbund für das Deutschtum im Ausland und 1936/37–1945 im Reichskolonialbund.

## Ehrungen und Kritik
1956 wurde Valentin Pfeifer Ehrenmitglied des Geschichts- und Kunstvereins Aschaffenburg.
Ebenfalls 1956 ernannte die damals selbständigen Gemeinde Sommerau Pfeifer zum Ehrenbürger. Dort erinnern zudem die Valentin-Pfeifer-Straße und die Valentin-Pfeifer-Volksschule Eschau (später Grund- und Mittelschule Eschau) an ihn. Als Pfeifers Wirken in der Zeit während des Nationalsozialismus bekannt und diskutiert wurde, lehnte der Marktrat Eschau im Dezember 2023 die Umbenennung von Straße und Schule ab.
Anders in Aschaffenburg, wo die Stadt Valentin Pfeifer noch 1970 durch eine Straßenbenennung Pfeiferstraße im Stadtteil Damm ehrte und wo rund 50 Jahre später ebenfalls Pfeifers Vergangenheit im Nationalsozialismus debattiert wurde. Dort entschied sich der Stadtrat ein halbes Jahr vor den Eschauern im Juni 2023 für eine Umbenennung der Straße. Das Büro für Erinnerungskultur hatte hierzu ein Dossier mit bis dahin unveröffentlichten Zitaten aus Texten Pfeifers erstellt.

## Schriften
- Was Mutter erzählte. (mit Bildern von Julius Maria Becker), Jul. Kranzbühler, Speyer am Rhein 1913
- Zum Volksleben im Spessart und bayerischen Odenwald. Romberger, Aschaffenburg 1915.
- Spessart-Märchen. (Neuauflage), Geschichts- und Kunstverein, Aschaffenburg 1998, ISBN 3-87965-080-2.
- Ein Abend im Spessartdorfe. Wailandt, Aschaffenburg um 1920.
- Aus kühlem Heimatgrund. Wailandt, Aschaffenburg 1922.
- Heldin Liebe. Novelle, Wailandt, Aschaffenburg um 1925.
- Spessartvolk: Sitte und Brauch. Wailandt, Aschaffenburg 1929.
- Die Wasserburg Sommerau. Hörfolge in 6 Bildern, 1932
- Das Jahr des Bauernbuben. (mit Bildern von Karl Vollmer), Thienemann, Stuttgart 1936.
- Spessart-Sagen. 16. Aufl. Pattloch, Aschaffenburg 2007, ISBN 978-3-920410-02-9.
- Märchen und Geschichten aus dem Erzählschatz der Mutter. Pattloch, Aschaffenburg 1952.
- Das Wirtshaus zu Rohrbrunn. Pattloch, Aschaffenburg 1958.